# 富士急行5000形電車
富士急行5000形電車（ふじきゅうこう5000がたでんしゃ）は、1975年（昭和50年）に富士急行が導入し、2019年（平成31年）まで同社に在籍していた電車である。
3100形の事故廃車補充と将来の増備車の先行試作を兼ねて、2両編成1本が日本車輌製造で製造された。

## 概要
富士急行が自社発注した最後の鉄道車両である。地方私鉄としては意欲的な冷房付き新造車であったことが評価され、1976年（昭和51年）度鉄道友の会ローレル賞を受賞した。形式名の「5000」は、昭和50年に登場したことに由来する。

### 外観
車両長20,000 mm、最大幅2,950 mmと地方私鉄としては大型の車体を採用した。衝突対策として高運転台構造を採用し、正面下部にはステンレス製のバンパーを装備する。車体の裾を絞ったスタイルとしている点は115系などの日本国有鉄道（国鉄）の近郊形電車に類似するが、フロントデザインは独自のものとなった。各車運転台側の連結器は密着連結器、車両間の連結器には棒連結器を採用した。
登場時の車体塗装は客用窓下に幅150 mmの白帯を引き、それより上部をオーシャングリーン、下部と連結面をサランダブルーで塗装したものであった。

### 車内
| 2007年以前の車内 |  | 2007年以降の車内 |
| 2007年以前の車内 |  | 2007年以降の車内 |

客用扉は、幅1,300 mmの両開扉を片側につき2か所備えている。座席は、扉付近にロングシート、扉間および車端にボックスシートを備えるセミクロスシート配置である。クロスシート部分のシートピッチは最大1,520 mmと国鉄の急行型である165系の普通車よりも快適性を重視したものとなっている。またコストダウンの見地から国鉄電車と同一の部品が一部（灰皿など）に用いられている。
空調には富士急行の車両として初めて冷房装置を採用し、冷凍能力10,000 kcal/h（11.6 kW）の三菱電機製CU-121分散式冷房装置を屋根上に4基搭載した。車両当たりの定員は128名（座席72名）である。
落成当初は車内案内装置は放送装置のみであったが、のちに客室内にLCDを設置し、次駅案内や次駅周辺の観光案内などを表示している。またボックス席を1区画分撤去して清涼飲料水の自動販売機が設けられた。

### 機器
モハ5001（M'c） とモハ5002 （Mc） がユニットを組んでおり、モハ5001に電動発電機・空気圧縮機といった補機類を、モハ5002に主制御器とパンタグラフを搭載している。
主制御器は三菱電機製ABFM-108-15MDHAで2両分8台の主電動機を制御し、勾配対策として抑速ブレーキと発電ブレーキを装備する。顕著な特徴は定員200 %の乗車時に40 ‰勾配上で2回連続の起動が可能かつ100 %乗車時・33.3 ‰勾配上で4台の主電動機をカットした状態において1回力行が可能なことである。また、ブレーキとマスコンを同時に操作した場合はマスコンの操作が優先されるため勾配上での発進が容易な構造となっている。抑速ブレーキは河口湖-大月間での抑速運転が可能であり、ブレーキ速度は最高ノッチ時・40 ‰勾配では約57 km/hとなっている。
主電動機は営団3000系電車が採用した物と同じ系統に属する三菱電機製MB-3054-Dを搭載し、駆動装置はWNドライブのWN-1028で歯車比も営団3000系と同じく98:15である。
空気ブレーキ装置は前述の発電制動と併用するタイプである電磁直通ブレーキのHSC-Dで、他にブレーキ故障時にそなえて直通予備ブレーキ、また手ブレーキを1両あたり2台装備している。ドアエンジンは国鉄115系で実績があるTK-8で半自動開閉に対応し、寒冷地対策としてドアレール部分にはヒーターが設置された。それ以外にも冬季の夜間滞泊時に機器の凍結を防止するために各所にヒーターを設けており、これらのヒーターに一般家庭用のAC100 V電圧を給電するためのコンセントと変換装置をモハ5001に備える。
電動発動機は冷房装置用の電源を供給するために大容量のMG-111A-S（出力75 kVA）、空気圧縮機はレシプロ式のC-1000（定格吐出量1120 L/min）を採用した。
台車はND-112形と称し、国鉄DT21形台車と同型の軸箱支持装置はウィングばね式、枕ばねにはコイルばね（オイルダンパ付き）を用いたオールコイルばね台車であり、M'c車の連結面側台車には車輪フランジの摩耗対策として噴射式軌条塗油装置を、各車運転台側台車には排雪器（スノープラウ）を装備する。

## 運用

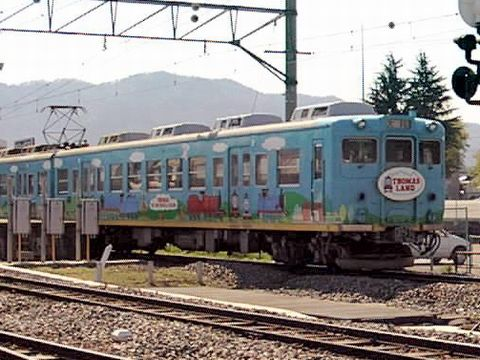
2000年夏ごろのカラーリング

地方私鉄の新製車としては非常に意欲的な車両であったが、その後の増備は行われず1編成のみの導入に留まった。
ただし、1980 - 90年代に富士急行が導入した中古のカルダン駆動車である5700形・1000系はいずれも定格出力75 kWの三菱電機製の主電動機とWN駆動の組み合わせに本形式との共通点が見受けられる。
車体塗装は登場後数度変更されている。まず車体の項で述べた塗装で登場した後、雨どいから幕板上部にかけてもサランダブルーで塗装される軽微な変更がなされた。その後、富士急ハイランドのイベントや新施設開業に合わせて、『ゲゲゲの鬼太郎』のキャラクターをあしらったデザインや『きかんしゃトーマス』のキャラクターをあしらったデザインに変更され、特定の運用に就くことになった。さらに、2007年（平成19年）には客室の内装も『きかんしゃトーマス』をあしらったデザインとなり、以降は『トーマスランド号』として運用に就いていた。
その後、車両の老朽化と部品確保が困難であることを理由として2019年2月23日のさよなら運転をもって引退した。引退後はモハ5001が下吉田駅構内の「下吉田ブルートレインテラス」において保存され、モハ5002は解体された。
本系列の引退によって、富士急行の保有する車両は全て他社からの譲渡車となった。また、使用されていたラッピング車両「トーマスランド号」の代替車両として、6000系電車を改装した「トーマスランド20周年記念号」が2018年（平成30年）3月21日から運行を開始している。

## ギャラリー

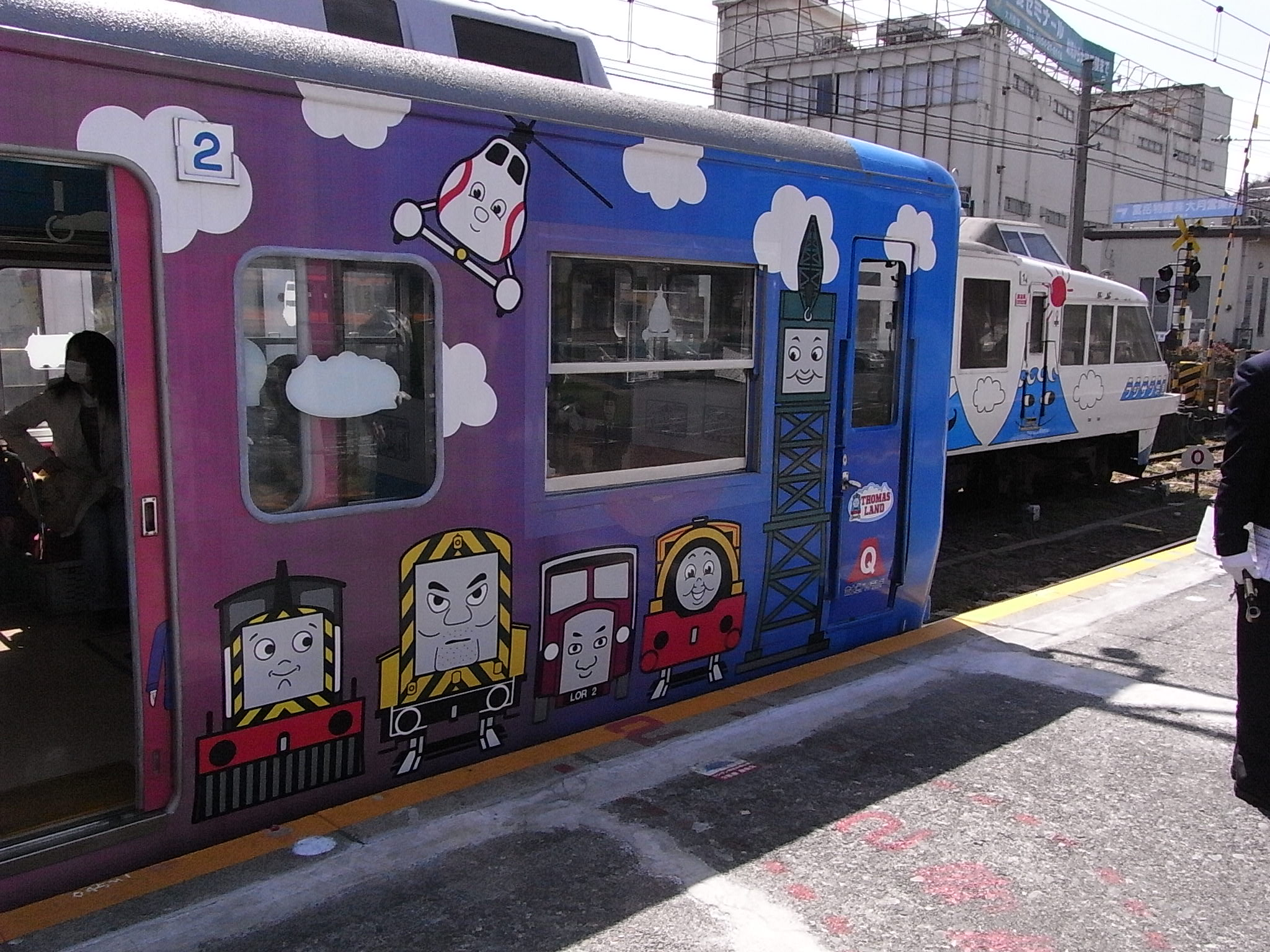
車体外観（2009年4月3日撮影）
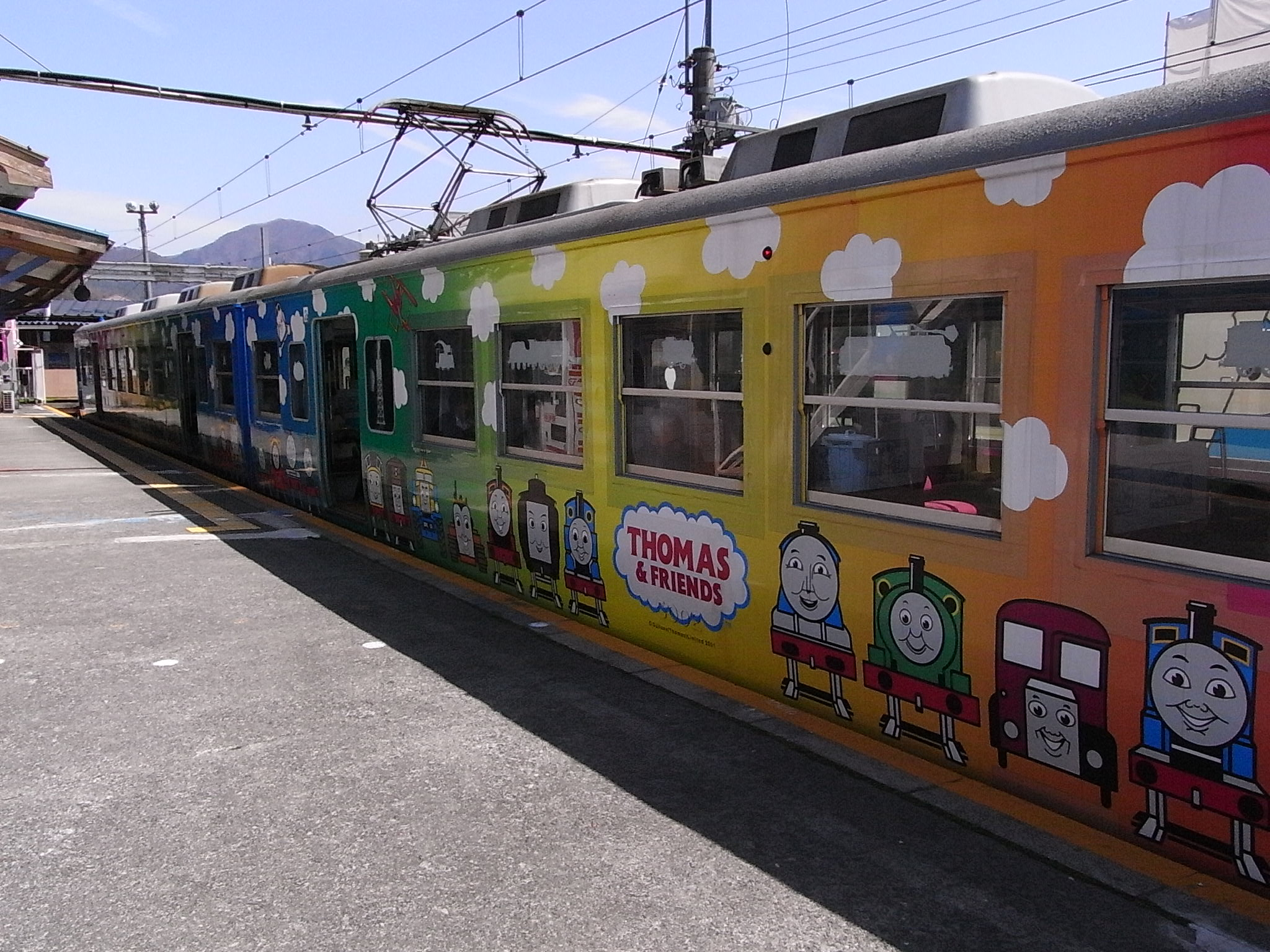
車体外観（2009年4月3日撮影）
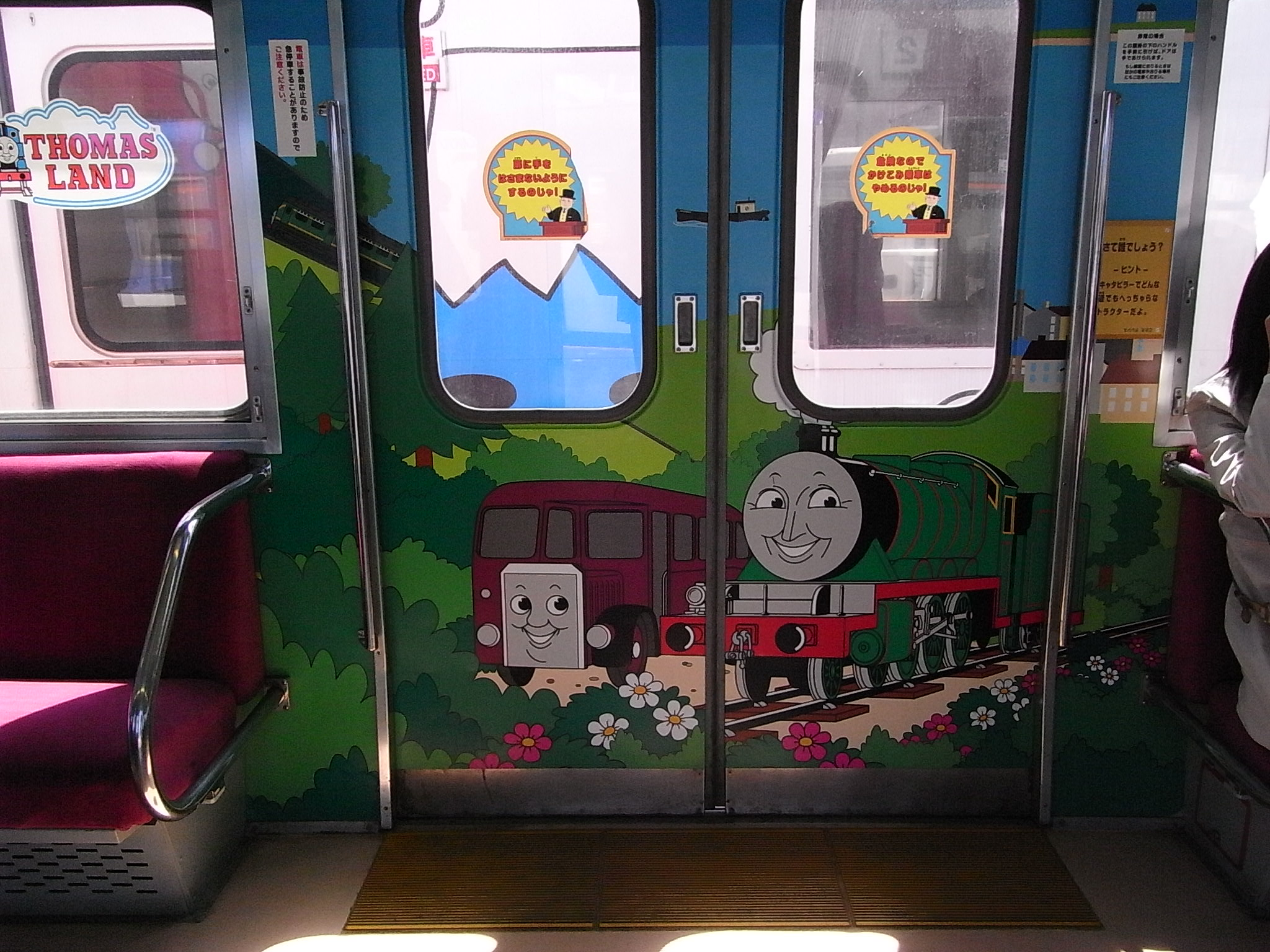
車内壁面（2009年4月3日撮影）
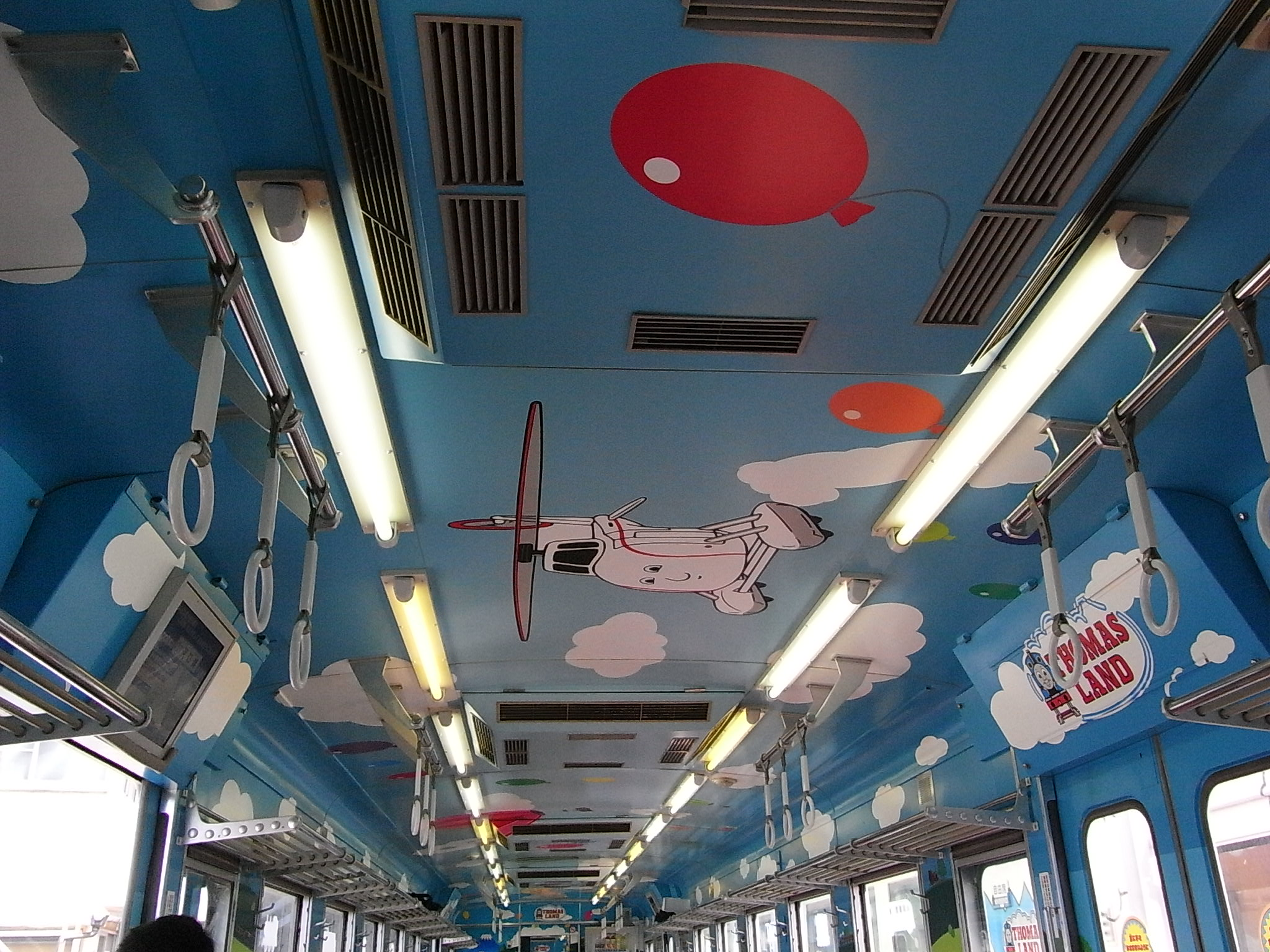
車内天井面（2009年4月3日撮影）